# Antrocephalus salti
Antrocephalus salti är en stekelart som först beskrevs av Girault 1927.  Antrocephalus salti ingår i släktet Antrocephalus och familjen bredlårsteklar. Inga underarter finns listade i Catalogue of Life.